# Stenogobius kyphosus
Stenogobius kyphosus és una espècie de peix de la família dels gòbids i de l'ordre dels perciformes.

## Morfologia
- Els mascles poden assolir 9 cm de longitud total i les femelles 8,77.[4][5]

## Hàbitat
És un peix d'aigua dolça, de clima tropical i demersal.

## Distribució geogràfica
Es troba a Àsia: les Filipines.

## Observacions
És inofensiu per als humans.